# Udmurcja

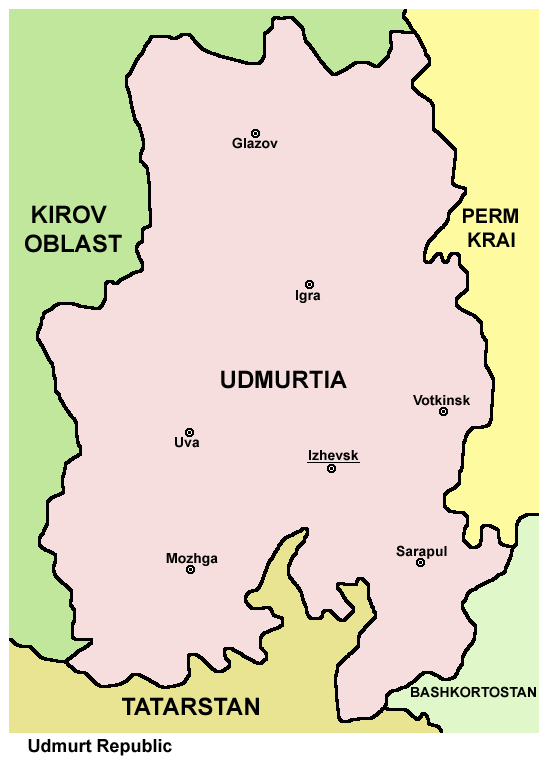

Udmurcja (ros. i udm. Удмуртия), pełna nazwa Republika Udmurcka (ros. Удмуртская Республика, udmurcki Удмурт Республика lub Удмурт Элькун) – autonomiczna republika wchodząca w skład Federacji Rosyjskiej.

## Geografia

### Położenie i powierzchnia
Republika Udmurcka leży w europejskiej części Rosji, we wschodniej części Niziny Wschodnioeuropejskiej, pomiędzy rzekami Kamą i Wiatką.
Obszar republiki zajmuje powierzchnię 42 100 km².
Republika graniczy z Krajem Permskim, obwodem kirowskim oraz republikami rosyjskimi: Baszkirią i Tatarstanem.
Największa rozciągłość kraju z północy na południe to 320 km, a ze wschodu na zachód – 200 km.

### Strefa czasowa
Udmurcja należy do czasu Samary (SAMT). UTC +4:00 przez cały rok. Wcześniej, przed 27 marca 2011 roku, w Udmurcji obowiązywał czas Samary (SAMT/SAMST): czas standardowy (zimowy) strefy UTC+4:00 (SAMT), a czas letni UTC+5:00 (SAMST).

### Rzeki
- Czepca
- Iż
- Kama
- Kilmez

### Jeziora
Brak większych jezior, na obszarze tej republiki jest częściowo położony Zbiornik Wotkiński.

### Surowce naturalne
Naturalnymi surowcami są ropa naftowa, torf, wody mineralne.

### Lasy
Lasy stanowią około 40% terytorium. Większość stanowią lasy iglaste.

### Klimat
Udmurcja leży w strefie klimatu kontynentalnego z ciepłym latem i zimną, śnieżną zimą.
- Przeciętna temperatura stycznia: −14,5 °C
- Przeciętna temperatura lipca: +18,3 °C
- Liczba opadów na rok: 400–600 mm

## Demografia

### Statystyki demograficzne
ludność ogółem: 1.570.316 (2002)
- według miejsca zamieszkania:
  - ludność miejska: 1.094.338 (69,7%)
  - ludność wiejska: 475.978 (30,3%)
- według płci:
  - mężczyźni: 725.075 (46,2%)
  - kobiety: 843.241 (53,7%)
  - liczba kobiet na 1000 mężczyzn: 1160
- według wieku:
  - średni wiek: 35,8 lat
  - średni wiek w mieście: 35,6 lat
  - średni wiek na wsi: 36,1 lat
  - średni wiek mężczyzny: 32,8 lata
  - średni wiek kobiety: 38,4 lat
- liczba gospodarstw domowych: 552.862 (1.548.762 ludzi)
  - gospodarstwa domowe w miastach: 395.200 (1.084.281 ludzi)
  - gospodarstwa domowe na wsiach: 157.662 (464.481 ludzi)
- przyrost naturalny: -6.816 (-4,4‰)
  - liczba urodzeń: 17.190 (11,1‰)
  - liczba zgonów: 24.006 (15,5‰)

### Narodowości
Skład narodowościowy populacji Udmurcji i jego zmiany na przestrzeni lat (według danych spisowych):
|            | 1926            | 1939            | 1959            | 1970            | 1979            | 1989            | 2002            |
| ---------- | --------------- | --------------- | --------------- | --------------- | --------------- | --------------- | --------------- |
| Udmurci    | 395.607 (52,3%) | 480.014 (39,4%) | 475.913 (35,6%) | 484.168 (34,2%) | 479.702 (32,1%) | 496.522 (30,9%) | 460.584 (29,3%) |
| Besermanie | 9.200 (1,2%)    | 480.014 (39,4%) | 475.913 (35,6%) | 484.168 (34,2%) | 479.702 (32,1%) | 496.522 (30,9%) | 2.998 (0,2%)    |
| Rosjanie   | 327.493 (43,3%) | 679.294 (55,7%) | 758.770 (56,8%) | 809.563 (57,1%) | 870.270 (58,3%) | 945.216 (58,9%) | 944.108 (60,1%) |
| Tatarzy    | 19.248 (2,5%)   | 40.561 (3,3%)   | 71.930 (5,4%)   | 87.150 (6,1%)   | 99.139 (6,6%)   | 110.490 (6,9%)  | 109.218 (7,0%)  |
| Pozostali  | 4.716 (0,6%)    | 19.481 (1,6%)   | 30.314 (2,3%)   | 36.794 (2,6%)   | 43.061 (2,9%)   | 53.435 (3,3%)   | 53.408 (3,4%)   |

## Tablice rejestracyjne
Tablice pojazdów zarejestrowanych w Udmurcji mają oznaczenie 18 w prawym górnym rogu nad flagą Rosji i literami RUS.